# Юлиан Кнежевич
Архимандрит Юлиан (на сръбски: Архимандрит Јулијан) е игумен на Студеница манастир в периода 1961 – 2001 година.

## Биография
Роден на 25 юли 1918 година в гара Витково, със светското име Радомир Кнежевич. На 8 декември 1938 година е подстриган в монашество с името Юлиан в Високи Дечани. На 3 август 1939 година го ръкополага в йеродяконски, йеромонахах чин.
Архимандрит Юлиан е игумен на Студеница манастир в периода 1961 – 2001 година.
Умира на 4 юли 2001 г. в Градац.